# Christian Hermann Benda

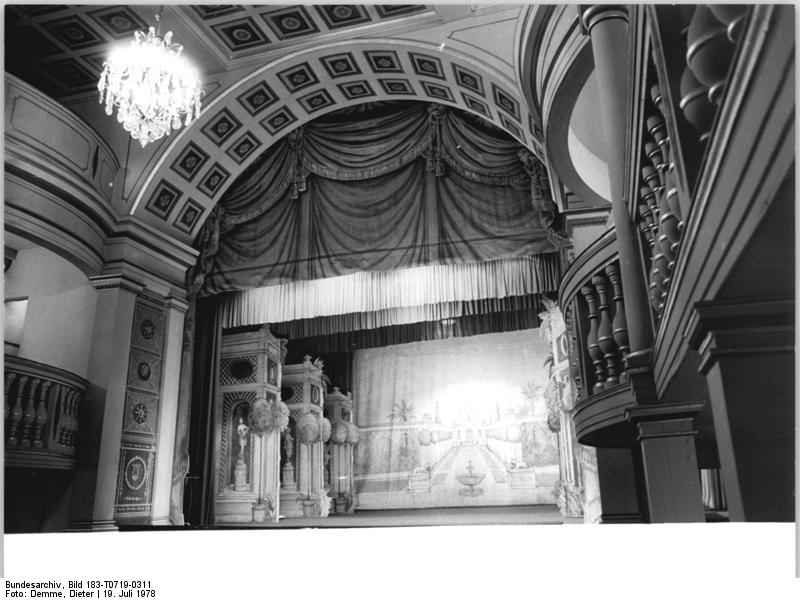
Gotha - Zámecké divadlo

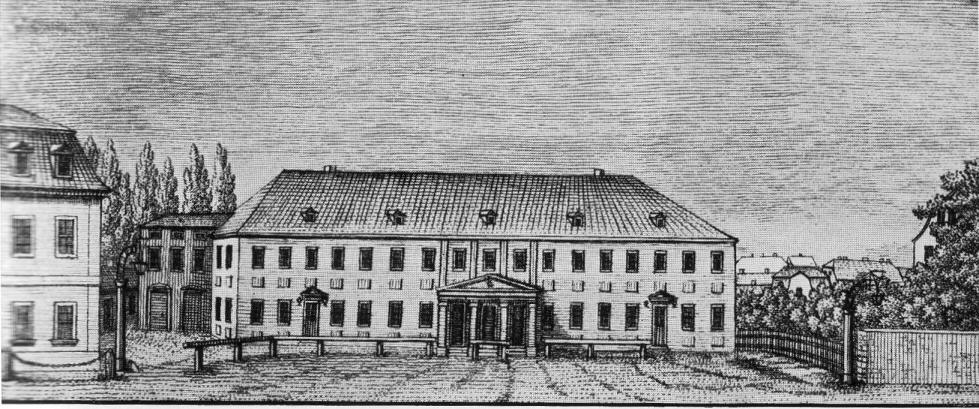
Výmar - Hoftheater kolem roku 1800

Christian Hermann Benda (pokřtěn 7. srpna 1759, Gotha – 30. listopadu 1805, Výmar) byl operní zpěvák a divadelní herec. Pocházel z muzikantské rodiny Bendů.

## Osobní život
Narodil se v Gotě v Durynsku. (Některé zdroje  uvádějí rok narození 1763.) Jeho otcem byl hudební skladatel Jiří Antonín Benda. Vyrůstal v hudebním prostředí hudebníků na dvoře vévody Friedricha III. Otec zde byl kapelníkem dvorské kapely, ve které působil i jeho strýc houslista Dismas Hataš, manžel Anny Františky Hatašové, rozené Bendové. Anna Hatašová byla nejenom výbornou zpěvačkou, ale techniku zpěvu také vyučovala a lze předpokládat, že Christian Benda patřil mezi její žáky.
V Gotě roku 1778 vystoupil poprvé v divadle, když zpíval roli Lukáše v opeře svého otce Der Dorfjahrmarkt (Vesnický trh). V listopadu 1778 doprovázel otce na jeho cestě do Vídně, kde měli spolu několik vystoupení (např. v Burgtheatru a v Kärntnertortheater). Na jaře 1779 se vrátili zpět. 
Je uváděn mezi zpěváky při uvedení Mozartova Únosu ze serailu v Německu 16. října 1788. V roce 1791 se stal hercem a zpěvákem ve výmarském Hoftheatru, kde působil až do své smrti.
Také jeho mladší bratr Karl Ernst Eberhard Benda (9. února 1764 Gotha – 27. ledna 1824 Berlín) byl divadelním hercem a zpěvákem.